# SUD éducation
SUD (Solidaires, unitaires et démocratiques) éducation  est une fédération syndicale française, rassemblant tous les personnels de l'éducation « de la maternelle à l’université ». Se réclamant un syndicat « intercatégoriel », SUD Éducation a vocation à regrouper les enseignants tous corps de la fonction publique confondus, les personnels administratifs, sociaux et de santé, assistants d'éducation, AESH, assistants pédagogiques… que les personnels jouissent du statut de fonctionnaire ou soient des contractuels de droit public ou privé.

## Historique
- SUD éducation a été créée à la suite du mouvement social de novembre-décembre 1995 à Paris, Toulouse et Montpellier.
- Au départ, la plupart des militantes et militants étaient issus du Sgen-Cfdt, suite aux prises de position de la Cfdt lors du conflit de 1995. Ce départ fait suite, notamment, à la création de Sud-Rail par des équipes issues de la Cfdt.
- SUD éducation est fédérée, au Congrès fondateur de Lyon, en juin 1998[3].

## Organisation et implantation
Elle regroupe actuellement 67 syndicats locaux (eux-mêmes divisés en sections).
Structurée en fédération nationale, cette organisation est membre de l'Union syndicale Solidaires qui organise des salariés du public et du privé.
Ce syndicat de lutte s'illustre dans l'éducation en dénonçant le fonctionnement de l'éducation nationale favorisant selon lui les corporatismes (multiples commissions administratives paritaires en fonction du statut des personnels), cette organisation minoritaire progresse à chaque élection aux CAPN depuis ses premières élections en 1996.
Cette organisation dénonce la multiplication du recours à du personnel qu'elle qualifie de précaire dans l'éducation nationale. Elle en revendique la titularisation sans condition de concours ni de nationalité. L'organisation conteste aussi les suppressions de postes dans l'éducation nationale qui selon elle défavorisent les personnes qui sont déjà les moins favorisées, dans ce contexte elle a vivement critiqué la réforme du dispositif ZEP mise en place début 2006.
L'organisation s'oppose au processus de décentralisation qui est selon elle l'antichambre de la privatisation[source insuffisante].
S'inscrivant dans une perspective de transformation sociale, la fédération des syndicats Sud Éducation ne limite pas son champ d'intervention aux questions étroitement professionnelles.
L'organisation, afin de ne pas mettre en place de hiérarchie entre ses membres, refuse des temps de décharge supérieurs à un mi-temps. Ses statuts imposent également une rotation des mandats et des responsabilités.
Le syndicat recueille 5,2% des voix aux élections professionnelles de 2014, puis 4,5% dans l'éducation nationale, et 7% dans l'enseignement supérieur et la recherche en 2018.

## Positionnement politique
Le syndicat se présente comme n’étant « ni anarchiste, ni révolutionnaire, ni trotskiste, ni communiste, ni socialiste, même s’il recrute certain-e-s de ses militant-e-s dans des groupes qui se réclament de ces théories. »
Pour L'Express, SUD éducation est un syndicat d'extrême gauche. À sa création, en 1998, la centrale Solidaires s'inscrit dans le schéma de « lutte des classes pure et dure », notamment en contestant « la mollesse » de la CFDT, dont les premiers militants sont issus,. L'organisation entretient alors des liens avec la Ligue communiste révolutionnaire, le parti trotskiste d'Alain Krivine.
Le syndicat s'est positionné ces dernières années sur les thématiques de « l'islamophobie d'État », de la nécessité de « décoloniser les savoirs scolaires » et de l'« antiracisme racialiste »,. Pour Le Point, « tous les marqueurs d'un anticapitalisme ayant basculé de la lutte des classes à la lutte des races sont présents » ce que conteste Aurélien Boudon, un de leurs responsables, dans un autre article de L'Express.

## Polémique

### «Ateliers en non-mixité»
Le 19 octobre 2017, le syndicat SUD éducation 93 annonce un stage de formation syndicale intitulée Au croisement des oppressions – Où en est-on de l’antiracisme à l’école ?. Ce stage qui a lieu les 18 et 19 décembre 2017, entend faire une « analyse du racisme d'État dans la société et en particulier dans l’Éducation nationale ». Ouvert à tous les travailleurs de l'éducation du département, il comporte deux « ateliers en non-mixité » c'est-à-dire « réservés aux personnes racisées »  pour empêcher que « la parole des concernés [ne] s'exprime moins librement sous le regard de personnes qui n'appartiennent pas à leurs groupes ».
Ce stage et ces ateliers, à partir du 18 novembre 2017, sont largement commentés d'abord par ce que ce syndicat nomme, à l'instar de certains médias : la « fachosphère » (fdesouche, Riposte laïque...) puis par la classe politique et la presse qui les décrivent comme des « ateliers en non-mixité raciale ». SUD Éducation 93 publie alors un communiqué qui affirme que ce stage ne fait pas de « tri des origines ».
Jean-Michel Blanquer, le ministre de l'Éducation nationale et ancien recteur de l'académie de Créteil, condamne le 21 novembre 2017 sous les applaudissements de presque toute l'Assemblée nationale l'intention de ce syndicat « d'organiser ces ateliers qualifiés, j'ouvre les guillemets [...] de [...] non racialisés et de racialisés aussi, je ferme les guillemets » ainsi que l'utilisation selon lui des « mots les plus épouvantables du vocabulaire politique [...] au nom soi-disant de l'anti-racisme » car « ils véhiculent évidemment un racisme ». Il annonce son intention de porter plainte pour « diffamation à l'encontre de SUD Éducation 93... puisque ce syndicat a décidé de parler de racisme d'État »,,.
La militante Mélusine, se présentant comme « féministe et antiraciste », publie dans le journal Libération une tribune intitulée « “Blanchité”, “racisé”, “racisme d'État” : M. Blanquer, ces concepts sont légitimes dans le débat public » à laquelle répond dans le journal Le Figaro le militant laïc et féministe Naëm Bestandji pour qui cet évènement est le symptôme de « l'invasion des thèses néoracistes, véhiculées par les Indigènes de la République, dans les universités françaises et défendues dans les colonnes de Libération ». La LICRA critique également l'évènement.
SUD Éducation 93 reçoit le soutien de la FSU 93, de l'union syndicale Solidaires de la Fédération SUD éducation, du syndicat CGT Educ'action, de la CNT, de la FNEC-FP-FO, de Sud-PTT, de la Fondation Copernic. Une tribune signée par des intellectuels, militants et enseignants exige que « toutes les poursuites à l’égard de SUD Éducation 93 soient immédiatement abandonnées » et interroge au sujet des mots « racisme d'État » : « faudra-t-il demain bannir des écrits et travaux de Michel Foucault, Pierre Bourdieu ou d’autres les pages qui l'évoquent ? ».
En mars 2019, SUD éducation 93 propose à nouveau des ateliers en non-mixité avec un programme qui, selon le journal Le Point, « s'inscrit dans la droite ligne des théories de Houria Bouteldja, fondatrice du Parti des indigènes. » Le programme évoque notamment « le traitement différentiel des populations non blanches par l'institution scolaire [qui] apparaît comme de plus en plus décomplexé » et propose de « déconstruire le roman national dans une école raciste et libérale »,.
Le tribunal de Bobigny rejette en juin 2022 la dissolution de SUD éducation 93, indiquant que la tenue d'ateliers non mixtes n'a pas la « discrimination » pour objectif et ne « saurait justifier une dissolution ». Les parlementaires LR qui l'avaient réclamée sont condamnés à verser 5 000 euros de frais au syndicat.

### Pressions et harcèlements de certains membres du syndicat
En 2019, Libération révèle le harcèlement de certains membres du syndicat SUD éducation au collège République de Bobigny, en Seine-Saint-Denis vis-à-vis de leurs collègues : l'établissement est décrit comme un « bastion du syndicat SUD » qui a réussi à obtenir plus de moyens pour enseigner ; République est l'un des collèges les mieux dotés de l'académie de Créteil. Leurs opposants leur reprochent une « mainmise totale sur l'établissement ». Selon L'Express, plusieurs enseignants membres de SUD « y faisaient régner la terreur », tentant « d'intimider ceux qui envisageaient de se présenter aux élections du personnel sur une autre liste, ou encore ceux qui osaient mettre en avant des projets pédagogiques allant à l'encontre de leurs propres pratiques ou de leurs convictions politiques ».
Le syndicat a dénoncé le « caractère politique de ces sanctions ». Les résultats de l'enquête de l'IGAENR confirment les éléments suivants : « situation d'intimidation à l'égard des collègues, conduites inappropriées avec la hiérarchie, et traitements méprisants envers les élèves ». La directrice de communication du rectorat rejette néanmoins « tout lien avec l'engagement syndical des enseignants ».
Par la suite, l'institution a ordonné la mutation de deux membres de SUD éducation « dans l'intérêt du service »,.